# Kserofiti
Kserofiti (od starogrčke sintagme xerosphuton / ξηϱόςφυτόν, xeros= suh, + φυτόν phuton = biljka) je ime za biljke koje su prilagođene životu u suhim predjelima ili fiziološki nepovoljnim staništima (slano ili kiselo tlo) pomoću mehanizama za sprječavanje gubitka vode ili za spremanje raspoložive vode.
Poznate kserofitne biljke su - sukulenti, to su one biljke koje spremaju vodu u svoje mesnate stabljike ili lišće, kao što su kaktusi i agave. Ostali kserofiti imaju druge metode adaptacije, kao što je voštani premaz preko lišća (za sprječavanje isparavanja), sposobnost da im ispadne lišće tijekom sušnih razdoblja, sposobnost da premjeste lišće u sjenu, ili sposobnost listova da smanjuju sunčevu svjetlost - svojim izraslinama nalik na dlake.